# Robert E. Lee Allen
Robert Edward Lee Allen, född 28 november 1865 i Tyler County i West Virginia, död 28 januari 1951 i Garrett County i Maryland, var en amerikansk politiker (demokrat). Han var ledamot av USA:s representanthus 1923–1925.
Allen efterträdde 1923 George Meade Bowers som kongressledamot och efterträddes 1925 av Frank L. Bowman.
Allen avled 1951 och gravsattes på Maplewood Cemetery i Kingwood i West Virginia.